# Mongoolse pieper
De Mongoolse pieper  (Anthus godlewskii) is een soort zangvogel uit de familie piepers en kwikstaarten van het geslacht Anthus.

## Verspreiding en leefgebied
Deze soort komt voor van Zuid-Siberië tot Mongolië, China, Tibet en noordoostelijk India.